# Хромат олова(IV)
Хромат олова(IV) — неорганическое соединение,
соль олова и хромовой кислоты
с формулой Sn(CrO4)2,
жёлто-коричневые кристаллы,
растворяется в воде.

## Физические свойства
Хромат олова(IV) образует жёлто-коричневые кристаллы, разлагается при нагревании.
Растворяется в воде.